# Juvenalij (Maškovskij)
Juvenalij (světským jménem: Viktor Konstantinovič Maškovskij nebo Moškovskij; 15. listopadu 1883 Rožnovka – 12. dubna 1941 Větlosan) byl ruský pravoslavný duchovní Ruské pravoslavné církve a biskup vologdský.

## Život
Narodil se 15. listopadu 1883 ve vesnici Rožnovka v Obojanském ujezdu Kurské gubernie jako člen šlechtické rodiny.
Studoval na právnické fakultě Lycea careviče Nikolaje.
Dne 6. září 1906 byl přijat na Moskevskou duchovní akademii do I. kurzu. Dne 19. října 1906 byl rozhodnutím č. 11559 Nejsvětějšího synodu zapsán do II. kurzu s uvolněním z neteologických předmětů které studoval na lyceu.
Dne 3. července 1909 byl v skitě Trojicko-sergijevské lávry postřižen na monacha a rukopoložen na hierodiakona. Dne 8. srpna byl rukopoložen na jeromonacha a stejného roku dokončil studium na akademii s titulem kandidáta bohosloví.
Dne 29. března 1910 začal přednášet na Kurském duchovním semináři.
Dne 30. září 1910 se stal inspektorem Poltavského duchovního semináře.
Dne 9. listopadu 1912 byl ustanoven rektorem Tverského duchovního semináře a byl povýšen na archimandritu.
Roku 1913 se stal představeným chrámu svatého Mikuláše v Konstantinopoli.
Roku 1915 byl jmenován představeným chrámu chrámu Svaté Trojice v Athénách.
Roku 1917 byl převeden do Alexandro-Něvské lávry a stal se představeným Vveděno-Ojatského monastýru petrohradské eparchie.
Roku 1920 byl Nejsvětějším synodem zvolen biskupem pavlovským a vikarijním biskupem nižněnovgorodské eparchie.
Dne 25. dubna 1920 proběhla jeho biskupská chirotonie.
V srpnu 1922 byl ustanoven biskupem ardatovským a vikarijním biskupem nižněnovgorodské eparchie.
Na konci roku 1922 se přiklonil k renovačnímu schizmatu a byl ustanoven biskupem jelizavetgradským a vikarijním biskupem oděské eparchie.
Roku 1926 se stal renovačním metropolitou oděským.
V letech 1928-1929 působil jako renovační metropolita kyjevský.
Roku 1930 byl penzionován.
Roku 1935 vykonal pokání. Byl přijat zpět do patriarchální církve s uložením pokání ve Vladimiru.
Dne 6. března 1936 byl ustanoven metropolitou Sergijem (Stragorodským) ustanoven biskupem brjanským ale 26. dubna 1936 byl zatčen spolu s dalšími duchovními a obviněn za snahu o odstranění renovacionismu na Ukrajině. Dne 21. září 1936 byl odsouzen k pěti letům v pracovním táboře.
V době jeho vězení byl jmenován biskupem vologdským. Podle vzpomínek biskupa Afanasije (Sacharova), který byl jeho spoluvězněm, jako biskup Vologdy odsloužil jen modlitební službu ve Vologdské věznici.
Zemřel 12. dubna 1941 na ošetřovně Větlosan Uchtižemlagu Komiské autonomní sovětské socialistické republiky (nyní ve městě Uchta). Vězni byli pohřbívání na táborovém pohřebišti na hoře Větlosan. Hřbitov je dnes prakticky ztracený jelikož území prošlo průmyslovým rozvojem.
Dne 21. března 1989 byl Prokuraturou Vladimirské oblasti rehabilitován.
Ve vladimirské eparchii je zvažována jeho kanonizace.